# Janetschekia
Janetschekia Schenkel, 1939 è un genere di ragni appartenente alla famiglia Linyphiidae.

## Distribuzione
Le due specie oggi attribuite a questo genere sono state rinvenute in varie località dell'Europa e dell'Asia centrale.
In Italia la J. monodon è stata reperita in alcune località della parte peninsulare.

## Tassonomia
A dicembre 2011, si compone di due specie:
- Janetschekia monodon (O. P.-Cambridge, 1872)[4] — Svizzera, Germania, Austria, Italia
- Janetschekia necessaria Tanasevitch, 1985 — Asia Centrale

### Sinonimi
- Janetschekia lesserti Schenkel, 1939; esemplari riconosciuti sinonimi di J. monodon (O. P.-Cambridge, 1872), a seguito di un lavoro dell'aracnologo Millidge del 1977[1].